# Alfabet awestyjski

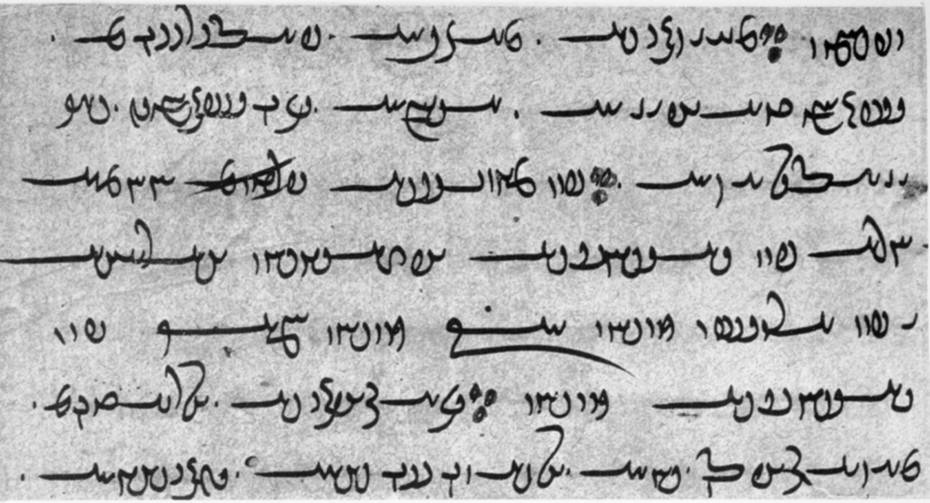
Tekst awestyjski

Alfabet awestyjski – system pisma powstały na bazie pisma pahlavi w Persji w okresie panowania dynastii Sasanidów. W odróżnienia od pisma pahlavi, które było stosunkowo nieprecyzyjnym abdżadem, w którym niektóre znaki mogły oznaczać różne dźwięki, pismo awestyjskie jest już pełnym alfabetem, posiada znacznie więcej liter. Znaki samogłoskowe wykazują podobieństwo do liter alfabetu greckiego. Nazwa „alfabet awestyjski” związana jest z tekstem Awesty, którą zaczęto wówczas po raz pierwszy spisywać po wielu wiekach przekazywania ustnego. Podobnie jak wiele innych alfabetów pochodzenia semickiego, tekst awestyjski zapisuje się od strony prawej do lewej. Pismo to wyszło z użycia w VIII w. w wyniku podboju Iranu przez Arabów.